# 伊日·诺瓦克
伊日·诺瓦克（捷克語：Jiří Novák，1950年6月6日—），捷克男子冰球运动员。他曾代表捷克斯洛伐克参加1976年和1980年冬季奥林匹克运动会冰球比赛，其中1976年奥运会获得一枚银牌。